# Uri Martins
Uri Martins Sandoval, né le 7 août 1990 à Cuernavaca (État de Morelos), est un coureur cycliste mexicain, membre de l'équipe Amore & Vita de 2012 à 2017.

## Biographie
Membre de l'équipe continentale Amore & Vita de 2012 à 2017, Uri Martins représente sa sélection nationale lors de plusieurs championnats panaméricains et de deux championnats du monde en 2013 et en 2017.
Début 2012, le presse régionale annonce la signature du Morelense avec la formation Amore & Vita, pour au moins deux saisons. Lors des deux années précédents son contrat, Uri remporte une vingtaine de victoires (onze en 2011) et notamment le titre national du contre-la-montre dans sa catégorie d'âge. Il adorne ces résultats de plusieurs top ten dont une quatrième place lors des championnats panaméricains en Colombie. Le manager de l'équipe Amore & Vita, Cristian Fanini ne tarit pas d'éloge sur le coureur. Il le dit bon grimpeur, à l'aise dans les contre-la-montre et les petits groupes. Impressionné par son talent et sa détermination, il voit en lui un leader en devenir malgré le désavantage de n'avoir concouru que sur le continent américain. À cette époque, Fanini est persuadé en l'accueillant de lui donner l'environnement parfait pour que Martins progresse en tant que coureur et qu'il rejoigne, à terme, une formation World Tour.
| Image externe | |
|               | Uri Martins dans le maillot de sa formation Amore & Vita avec à droite son compatriote Fernando Arroyo. |

Trois podiums aux arrivées d'étape du Tour du Mexique, assortis d'une médaille aux championnats nationaux font dire à Uri Martins que l'année 2015 est sa meilleure saison. Même si 2011, disputée au Mexique, est une saison exceptionnelle quant à ses résultats, 2015 est l'année de la consolidation en Europe. Ce qui, en décembre 2015, lui permet d'envisager une participation aux Jeux olympiques comme le sommet de sa carrière.
Deux ans plus tard, le bilan est plus contrasté. Le Tlahuica n'a pas été sélectionné pour représenter son pays aux Jeux de Rio. Uri Martins n'a également jamais rejoint une formation de l'élite mondiale, pire il n'a même jamais remporté la moindre course du calendrier UCI. Tout au plus, se détachent dans son palmarès (outre ses résultats 2015) deux autres troisième place lors des championnats du Mexique 2017. Auxquels peuvent s'ajouter des podiums aux arrivées d'étape du Tour du lac Qinghai 2013 et du Tour du Mexique 2014, qu'il termine septième. 
Après seize ans consacrés au cyclisme, en novembre 2017, Uri annonce mettre un terme à un « chapitre » de sa vie, en abandonnant le professionnalisme pour se consacrer au dessin. Passion qui lui avait permis de gagner sa première bicyclette dans un concours, appelé "Imagine ton futur" (Idea tu futuro).

## Palmarès

### Palmarès par années
- 2011
  -  Champion du Mexique du contre-la-montre espoirs
- 2017
  - 3e du championnat du Mexique sur route
  - 3e du championnat du Mexique du contre-la-montre

### Résultats sur les championnats

#### Championnats du monde
- Florence 2013
  - 74e du contre-la-montre.
  - Abandon dans la course en ligne.
- Bergen 2017
  - 55e du contre-la-montre.

#### Championnats panaméricains
- Medellín 2011
  - 4e de la course en ligne Espoir[4].
  - 10e du contre-la-montre Espoir[5].
- Mar del Plata 2012
  - 10e de la course en ligne Espoir[6].
- Puebla 2014
  - 21e du contre-la-montre[7].
  - Rejoint dans le 11e tour de la course en ligne[8].
- Mexico 2015
  - 11e du contre-la-montre[9].
  - 30e de la course en ligne[10].

### Classements mondiaux
| Année            | 2011 | 2012 | 2013 | 2014 | 2015 | 2016 | 2017 |
| ---------------- | ---- | ---- | ---- | ---- | ---- | ---- | ---- |
| UCI America Tour | 222e | nc   | nc   | 242e | 133e | nc   | nc   |
| UCI Asia Tour    |      | nc   | 242e | nc   | nc   | nc   |      |
| UCI Europe Tour  |      | nc   | nc   | nc   | nc   | nc   | nc   |